# Tamigi
Il Tamigi (AFI: /taˈmiʤi/; in inglese Thames, pron. /tɛmz/; in latino Tamēsis), chiamato anche Isis nella zona di Oxford, è un fiume dell'Inghilterra meridionale che attraversa Londra. Con 346 km, è il fiume più lungo interamente compreso in Inghilterra e il secondo più lungo del Regno Unito (dopo il fiume Severn).
Sfocia ad est nel Mare del Nord e, anche se non è il fiume maggiore per lunghezza e portata del Regno Unito, è da considerarsi di gran lunga il primo per importanza storica ed economica. Il suo bacino idrografico è abitato da circa 15 milioni di persone.

## Dibattiti sulla lunghezza
La lunghezza del fiume è oggetto di discussioni perché, se è abbastanza chiaro dove inizi (ma anche in questo caso sussistono differenti interpretazioni), non è assolutamente certo fino a dove vada considerato il corso del fiume, in quanto sfocia, con un profondo estuario, nel Mare del Nord, quindi si deve considerare una lunghezza convenzionale:
- si distingue una prima lunghezza di 272 km fra Thames Head (la sorgente convenzionale) e il London Bridge (inizio del Porto di Londra);
- una seconda lunghezza di 323 km fino al banco di Nore (dove, in corrispondenza del faro, termina il grande Porto di Londra che ha uno sviluppo di 88 km) dove l'estuario è largo 16 km;
- una terza lunghezza di 365 km fino alla foce del Medway, presso la cittadina di Sheerness, che secondo alcuni è un fiume con proprio sbocco al mare e secondo altri è l'ultimo affluente del Tamigi.
- Profondità: la profondità media del Tamigi è di 12,6 metri. Nel punto più profondo misura 20 m e nel punto più basso 7 m.

## Particolarità

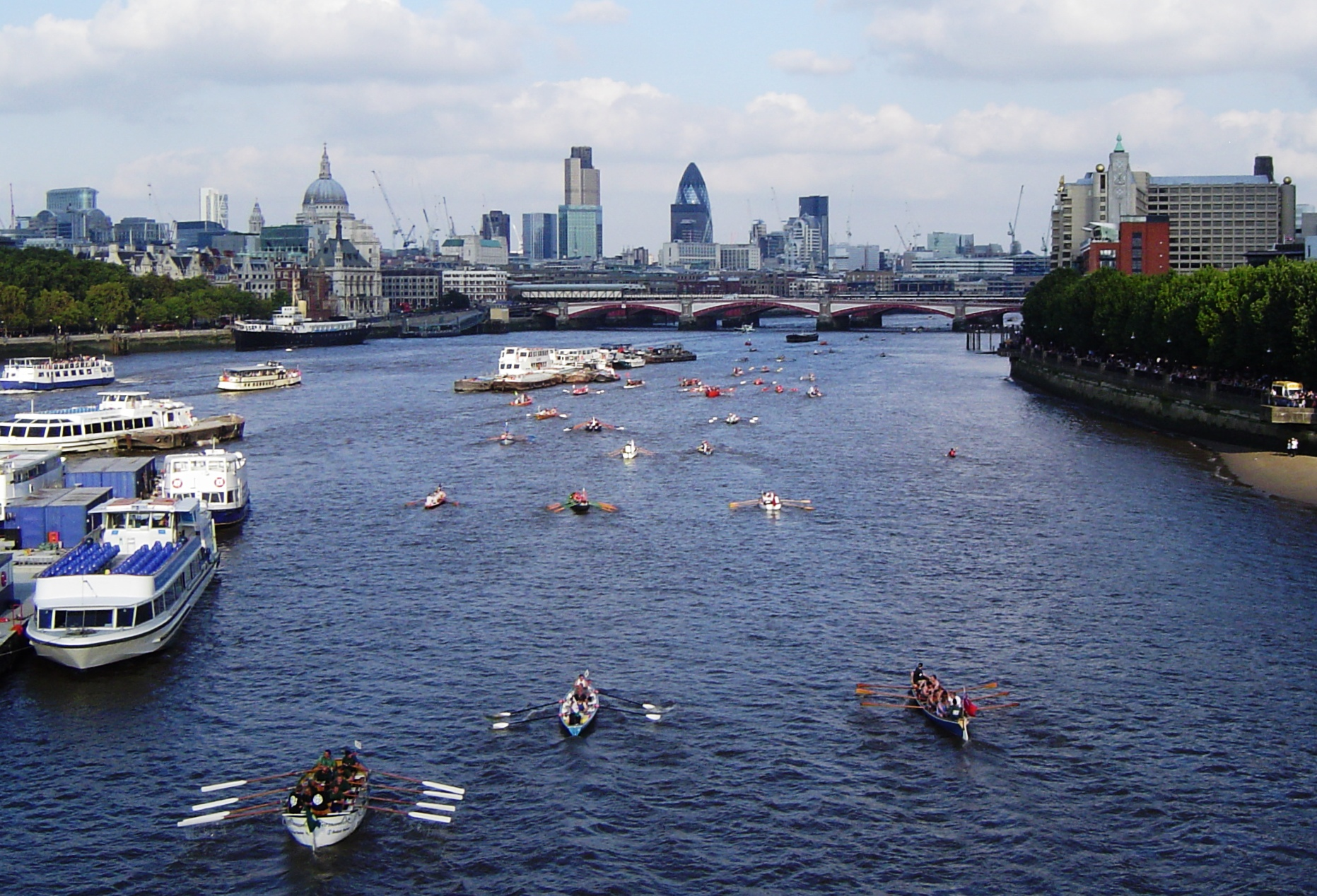
Navigazione lungo il Tamigi a Londra

Il Tamigi, contrariamente a quello che si può credere, ha portate medie modeste (ancorché abbastanza regolari, essendo il regime delle precipitazioni piuttosto uniforme), che non superano, in genere, il centinaio di metri cubi al secondo alla foce.
Ma ciò che lo rende importantissimo sono la larghezza dell'estuario e il fatto che la marea lo risale ben oltre il centro di Londra, rendendolo navigabile in ogni stagione: infatti nell'area metropolitana occidentale londinese (a 6 m s.l.m.), dove termina il corso fluviale vero e proprio, perché più a monte non si risente più della marea, la portata minima di settembre è di 28 m³/s, mentre quella massima di gennaio è di 129 m³/s; ma al London Bridge il fiume, con l'alta marea, è profondo sette metri ed è largo 240 m, il che lo rende comodamente navigabile da grandi scafi.

## Percorso

Il Tamigi a Westminster

Le sorgenti sono presso il villaggio di Kemble, nel Gloucestershire, nella catena collinare delle Cotswolds Hills, dove una serie di ruscelli sgorga da terreni permeabili formando il Churn, considerato come ramo sorgentizio; ma altri considerano come vera sorgente la Thames Head (Testa del Tamigi), 5 km a sudovest di Cirencester. Gli affluenti sono: Windrush, Evenlode, Cherwell, Thame, Kennet, Colne, Wey, Mole, tutti assai regolari come regime idraulico. L'unico a regime torrentizio è il Lea, che confluisce presso Londra.
Si distingue un alto corso, che si sviluppa tortuoso fra basse colline e, dopo la Gola di Goring (Goring Gap), larga circa 1.500 m e lunga una decina di chilometri, il basso corso (Bacino di Londra). Oltre a Londra con la sua area metropolitana, il Tamigi attraversa numerosi centri abitati tra i quali Oxford, Reading e Windsor.